# Arquidiócesis de Paraíba
La arquidiócesis de Paraíba (en latín: Archidioecesis Parahybensis y en portugués: Arquidiocese da Paraíba) es una circunscripción eclesiástica de la Iglesia católica en Brasil. Se trata de una arquidiócesis latina, sede metropolitana de la provincia eclesiástica de Paraíba. Desde el 8 de marzo de 2017 su arzobispo es Manoel Delson Pedreira da Cruz, de la Orden de los Hermanos Menores Capuchinos.

## Territorio y organización
La arquidiócesis tiene 6703 km² y extiende su jurisdicción sobre los fieles católicos de rito latino residentes en 34 municipios del estado de Paraíba: Alhandra, Baía da Traição, Bayeux, Caaporã, Cabedelo, Conde, Cruz do Espírito Santo, Cuité de Mamanguape, Curral de Cima, Gurinhém, Ingá, Itabaiana, Itapororoca, Itatuba, Jacaraú, João Pessoa, Juripiranga, Lucena, Mamanguape, Mataraca, Mogeiro, Pedras de Fogo, Pedro Régis, Pilar, Pitimbu, Riachão do Bacamarte, Riachão do Poço, Rio Tinto, Salgado de São Félix, Santa Rita, São José dos Ramos, São Miguel de Taipu, Sapé y Serra Redonda.
La sede de la arquidiócesis se encuentra en la ciudad de João Pessoa, en donde se halla la Catedral basílica de Nuestra Señora de las Nieves.
En 2021 en la arquidiócesis existían 94 parroquias agrupadas en 9 foranías: Centro, Praia Norte, Praia Sul, Conjuntos, Urbana Sul, Litoral, Agreste, Vale do Mamanguape y Várzea.
La arquidiócesis tiene como sufragáneas a las diócesis de: Cajazeiras, Campina Grande, Guarabira y Patos.

## Historia
La diócesis de Paraíba fue erigida el 27 de abril de 1892 con la bula Ad universas orbis del papa León XIII, obteniendo el territorio de la diócesis de Olinda (hoy arquidiócesis de Olinda y Recife). Originalmente era sufragánea de la arquidiócesis de San Salvador de Bahía.
El 29 de diciembre de 1909 cedió una parte de su territorio para la erección de la diócesis de Natal (hoy arquidiócesis de Natal) mediante la bula Apostolicam in singulis del papa Pío X.
El 5 de diciembre de 1910 pasó a formar parte de la provincia eclesiástica de la arquidiócesis de Olinda.
El 6 de febrero de 1914 cedió otra porción de territorio para la erección de la diócesis de Cajazeiras y al mismo tiempo fue elevada al rango de arquidiócesis metropolitana con la bula Maius catholicae religionis incrementum del papa Pío X.
El 14 de mayo de 1949 cedió una porción de su territorio para la erección de la diócesis de Campina Grande mediante la bula Supremum universi del papa Pío XII.
El 11 de octubre de 1980 cedió otra porción de su territorio para la erección de la diócesis de Guarabira mediante la bula Cum exoptaret del papa Juan Pablo II.
El 20 de noviembre de 1999 cedió a la diócesis de Guarabira las parroquias de Nuestra Señora Inmaculada de Areia, Nuestra Señora de los Buenos Viajes de Alagoa Grande y Nuestra Señora del Patrocinio de Remígio, mediante el decreto Quo aptius de la Congregación para los Obispos.

## Estadísticas
Según el Anuario Pontificio 2022 la arquidiócesis tenía a fines de 2021 un total de 1 066 688 fieles bautizados.
| Año                                                                             | Población            | Población | Población      | Sacerdotes | Sacerdotes    | Sacerdotes    | Bautizados por sacerdote | Diáconos permanentes | Religiosos | Religiosos | Parroquias |
| Año                                                                             | Bautizados católicos | Total     | % de católicos | Total      | Clero secular | Clero regular | Bautizados por sacerdote | Diáconos permanentes | Varones    | Mujeres    | Parroquias |
| ------------------------------------------------------------------------------- | -------------------- | --------- | -------------- | ---------- | ------------- | ------------- | ------------------------ | -------------------- | ---------- | ---------- | ---------- |
| 1948                                                                            | 950 000              | 1 000     | 95.0           | 108        | 72            | 36            | 8796                     |                      | 60         | 179        | 53         |
| 1965                                                                            | 912 000              | 967 000   | 94.3           | 74         | 52            | 22            | 12 324                   |                      | 7          | 305        | 42         |
| 1968                                                                            | 950 000              | 1 100 000 | 86.4           | 79         | 49            | 30            | 12 025                   |                      | 35         | 312        | 30         |
| 1976                                                                            | 857 761              | 1 143 709 | 75.0           | 27         | 10            | 17            | 31 768                   | 3                    | 23         | 253        | 42         |
| 1980                                                                            | 923 000              | 1 233 000 | 74.9           | 59         | 39            | 20            | 15 644                   | 5                    | 33         | 232        | 44         |
| 1990                                                                            | 897 000              | 1 109 000 | 80.9           | 63         | 34            | 29            | 14 238                   | 4                    | 40         | 222        | 33         |
| 1999                                                                            | 870 000              | 1 689 460 | 51.5           | 101        | 62            | 39            | 8613                     | 8                    | 70         | 257        | 48         |
| 2000                                                                            | 880 000              | 1 689 460 | 52.1           | 89         | 50            | 39            | 9887                     | 8                    | 51         | 260        | 49         |
| 2001                                                                            | 800 600              | 1 539 460 | 52.0           | 113        | 75            | 38            | 7084                     | 8                    | 67         | 240        | 48         |
| 2002                                                                            | 780 000              | 1 247 728 | 62.5           | 112        | 75            | 37            | 6964                     | 12                   | 62         | 231        | 54         |
| 2003                                                                            | 1 044 100            | 1 282 844 | 81.4           | 107        | 72            | 35            | 9757                     | 17                   | 55         | 230        | 58         |
| 2004                                                                            | 1 030 416            | 1 240 022 | 83.1           | 114        | 84            | 30            | 9038                     | 16                   | 37         | 238        | 59         |
| 2013                                                                            | 1 278 000            | 1 578 000 | 81.0           | 152        | 117           | 35            | 8407                     | 44                   | 44         | 172        | 87         |
| 2016                                                                            | 1 313 000            | 1 590 472 | 82.6           | 142        | 107           | 35            | 9246                     | 41                   | 42         | 198        | 87         |
| 2019                                                                            | 1 346 400            | 1 621 000 | 83.1           | 149        | 118           | 31            | 9036                     | 46                   | 35         | 184        | 94         |
| 2021                                                                            | 1 066 688            | 1 631 271 | 65.4           | 163        | 130           | 33            | 6544                     | 55                   | 38         | 173        | 94         |
| Fuente: Catholic-Hierarchy, que a su vez toma los datos del Anuario Pontificio. |                      |           |                |            |               |               |                          |                      |            |            |            |

## Episcopologio
- Adauctus Aurélio de Miranda Henriques † (2 de enero de 1894-15 de agosto de 1935 falleció)
- Moisés Ferreira Coelho † (15 de agosto de 1935 por sucesión-18 de abril de 1959 falleció)
- Mário de Miranda Villas-Boas † (20 de junio de 1959-18 de mayo de 1965 renunció[nota 2])
- José María Pires † (2 de diciembre de 1965-29 de noviembre de 1995 retirado)
- Marcelo Pinto Carvalheria † (29 de noviembre de 1995-5 de mayo de 2004 retirado)
- Aldo di Cillo Pagotto, S.S.S. † (5 de mayo de 2004-6 de julio de 2016 renunció)[nota 3]
- Manoel Delson Pedreira da Cruz, O.F.M.Cap., desde el 8 de marzo de 2017